# Thomas Sandby
Thomas Sandby RA (1721 - 25 juin 1798) est un dessinateur, aquarelliste, architecte et professeur anglais. En 1743, il est nommé secrétaire privé du duc de Cumberland, qui le nomme plus tard Ranger adjoint du Windsor Great Park, où il est responsable d'importants travaux d'aménagement paysager.
Avec son frère cadet Paul, il est l'un des membres fondateurs de la Royal Academy en 1768, et en est le premier professeur d'architecture . Son œuvre architecturale la plus remarquable est le Freemason's Hall à Londres (aujourd'hui démoli).

## Biographie

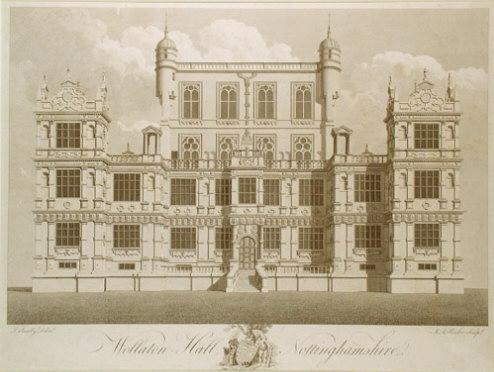
Wollaton Hall (Gravure de MA Rooker d'après un dessin de Sandby)

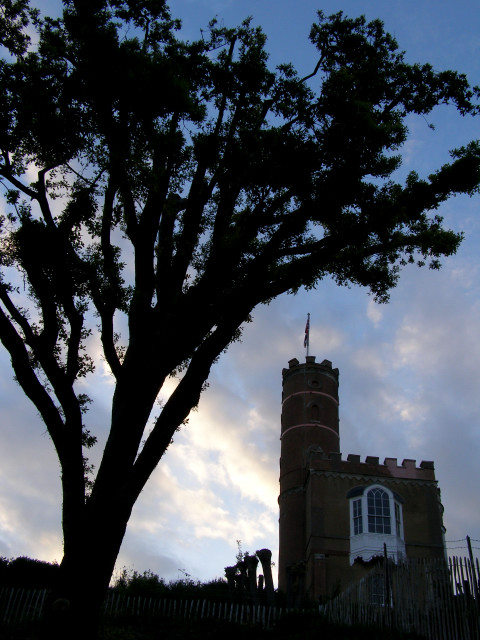
Tour de Luttrell, Calshot - conçue par Thomas Sandby pour TS Luttrell (vers 1738–1803)

### Premières années
Sandby est né à Nottingham, le fils de Thomas Sandby, un ouvrier textile et est autodidacte comme dessinateur et architecte. Il est le frère de Paul Sandby.
D'après l'autobiographie de l'architecte James Gandon, Thomas et son frère Paul dirigent une académie de dessin à Nottingham avant de se rendre à Londres en 1741, pour occuper un poste au département de dessin militaire de la Tour de Londres (poste que leur procure John Plumptre, député de Nottingham) . Une autre source dit que Thomas s'est d'abord rendu à Londres dans le but de faire graver un de ses tableaux - une vue de Nottingham .

### Travail pour le duc de Cumberland
En 1743, Sandby est nommé secrétaire privé et dessinateur de William Augustus de Cumberland, et l'accompagne dans ses campagnes en Flandre et en Écosse (1743-1748). Sandby est à la bataille de Dettingen en 1743. Pasquin  dit qu'il est nommé dessinateur de l'ingénieur en chef de l'Écosse, en cette qualité, il est à Fort William dans les hautes terres lorsque Charles Édouard Stuart, le jeune prétendant, débarque et est la première personne à informer le gouvernement de l'événement en 1745.
Sandby accompagne Cumberland dans ses expéditions contre les rebelles, et fait un croquis de la bataille de Culloden, ainsi que trois vues panoramiques de Fort Augustus et des paysages environnants, montrant les campements, en 1746, et un dessin de l'arc de triomphe érigé à St James's Park pour commémorer les victoires. Cette année-là, le duc est nommé garde forestier du Windsor Great Park et choisit Sandby comme garde forestier adjoint. Sandby accompagne de nouveau le duc aux Pays-Bas pendant la guerre de Succession d'Autriche et y reste probablement jusqu'à la conclusion du traité d'Aix-la-Chapelle en octobre 1748. Il dessine quatre vues des camps des Pays-Bas, couvrant de vastes étendues de pays, et une autre inscrite «Abbaye près de Sarlouis».
Sandby continue à percevoir un salaire du Board of Ordnance  et cela, avec sa place de sous-garde forestier de Windsor Great Park, qu'il occupe jusqu'à sa mort, lui offrant une position d'indépendance et la possibilité à son talent à la fois d'artiste et d'architecte de s'épanouir. La Grande Loge (maintenant connue sous le nom de Cumberland Lodge) est agrandie sous sa supervision en tant que résidence du duc. Il occupe la loge inférieure. Son temps est maintenant principalement consacré à de vastes modifications du parc et à la formation du Virginia Water Lake, dans lequel il est aidé par son jeune frère, Paul, qui vient vivre avec lui . En 1754, Thomas réalise huit dessins du lac qui sont gravés sur cuivre par Paul Sandby et d'autres graveurs et dédiés au duc de Cumberland. Ils sont réédités par John Boydell en 1772. George III, qui s'intéresse beaucoup à l'entreprise, honore Sandby de sa confiance et de son amitié personnelle, et à la mort de Cumberland en 1765, le frère du roi, Henry Frederick (également duc de Cumberland et garde forestier du parc), conserve Sandby comme adjoint.

### Artiste et professeur d'architecture

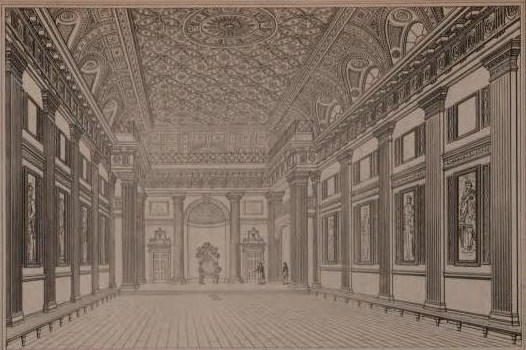
Grand Hall, Freemason's Hall, Londres (conçu par Thomas Sandby et construit en 1776)

Bien que dévoué à son travail à Windsor et préférant une vie retirée, Sandby passe une partie de chaque année à Londres. Il loue une maison sur Great Marlborough Street de 1760 à 1766. Il fait partie du comité de la St Martin's Lane Academy, qui publie une brochure en 1755 proposant la formation d'une académie d'art, et il expose des dessins à l'exposition de la Society of Artists en 1767, puis pendant quelques années à la Royal Academy. Lui et son frère Paul font partie des 28 membres originaux de la Royal Academy nommés par George III en 1768. Il est élu premier professeur d'architecture de l'Académie, prononçant la première d'une série de six conférences à ce titre le 8 octobre 1770. Il continue ces conférences avec des modifications et des ajouts chaque année jusqu'à sa mort. Ils n'ont jamais été publiés, mais les manuscrits sont conservés à la bibliothèque du Royal Institute of British Architects. Les illustrations sont vendues avec ses autres dessins après sa mort.

### Architecte

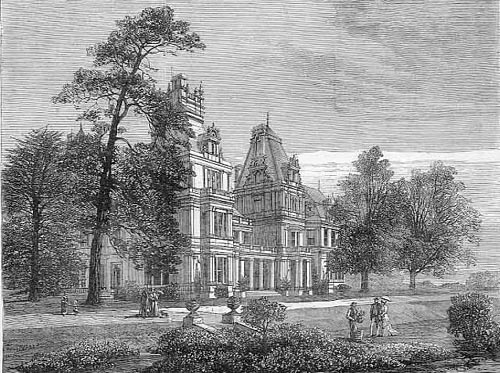
St. Leonard's Hill, Clewer (agrandi par Sandby à la fin des années 1760)

En février 1769, Sandby participe à un concours pour concevoir le Royal Exchange à Dublin, remportant le troisième prix de 40 £. Sa commission architecturale la plus remarquable est peut-être la conception du (premier) Freemasons' Hall à Great Queen Street, dans le centre de Londres, reliant deux maisons achetées par la Grande Loge unie d'Angleterre. Le bâtiment est inauguré en grande pompe le 23 mai 1776, lorsque le titre de « Grand Architecte » lui est conféré par les francs-maçons . Le Hall est agrandi dans les années 1820 par Sir John Soane, mais est démoli en 1930 après avoir subi des dommages structurels irréparables lors d'un incendie en 1883.
Sandby conçoit un écran d'autel en chêne sculpté pour la Chapelle Saint-Georges de Windsor, et un pont de pierre sur la Tamise à Staines, ouvert en 1796, mais supprimé quelques années plus tard en raison de son insécurité. Il construit plusieurs maisons dans le quartier de Windsor, dont St Leonard's Hill pour la duchesse de Gloucester, et une pour un colonel Deacon, plus tard connue sous le nom de "Holly Grove". Des dessins existent pour beaucoup d'autres de ses œuvres architecturales qui ne peuvent plus être identifiées. En 1777, il est nommé, conjointement avec James Adam, architecte des travaux de sa majesté, et en 1780 maître-charpentier des travaux de sa majesté en Angleterre.

### Famille
Sandby est marié deux fois. Le nom de sa première femme aurait été Schultz. Il épouse sa seconde épouse, Elizabeth Venables (1733-1782), le 26 avril 1753. Elle a une dot de 2 000 £ et lui donne dix enfants, dont six (cinq filles et un fils) lui survivent. Dans son testament, et dans quelques vers simples adressés à ses filles après la mort de leur mère, il ne nomme que quatre filles, Harriott, Charlotte, Maria et Ann, omettant sa fille aînée, Elizabeth, qui s'est mariée deux fois et serait morte vers 1809. Sa fille Harriott épouse (1786) Thomas Paul, le deuxième fils de son frère Paul, et tient la maison de son père après la mort de sa mère. Huit de ses treize enfants sont nés à la loge du garde forestier adjoint.
Sandby meurt au pavillon des gardes forestiers adjoints à Windsor Park le lundi 25 juin 1798 et est enterré dans le cimetière du vieux Windsor.